# Iglesia del Cristo Redentor (Vilna)
La iglesia del Cristo Redentor (en lituano: Švč. Jėzaus Atpirkėjo bažnyčia) es un edificio religioso católico que localizado el distrito de Antakalnis en Vilna, Lituania. La iglesia, el monasterio de los Trinitarios y el palacio Sapieha con su parque formaban un magnífico conjunto barroco.

## Historia
La iglesia fue fundada por el gran hetman y voivoda de Vilna Jan Kazimierz Sapieha el Joven y la orden de los Trinitarios en 1694. Su arquitecto es Giovanni Pietro Perti, quien también es el autor de la cercana iglesia de San Pedro y San Pablo.
Después del levantamiento de Enero de 1863, el gobierno ruso cierra el monasterio. Durante este período, la iglesia fue destruida: se demolieron las bóvedas del segundo piso, se levantó el techo, se demolió el altar central, se destruyó el púlpito rococó y se construyó un pórtico utilitario que cubría el portal.
En 1924, el interior de la iglesia fue restaurado, posteriormente se devolvió la forma anterior de la linterna y los cascos de la torre. Durante el período de entreguerras, los edificios del monasterio y la iglesia se adaptaron a las funciones de una institución médica. 
Durante la época soviética en la iglesia se instaló un almacén de la administración militar, hasta que en 1993 se devolvió el edificio a la iglesia católica.

## Arquitectura
La iglesia tiene planta central octogonal, cubierta con una original cúpula octogonal, cuya decoración y esculturas cubren y ocultan por completo la estructura del tambor. Las dimensiones de la iglesia son 17,5 x 17,5 m, una altura de la cúpula de 34 m. La cúpula de la iglesia era la más grande de todo el Gran Ducado de Lituania. La fachada presenta un ornamentado friso de motivos vegetales con un grupo de soldados cautivos representados en relieve (los trinitarios se encargaban del regreso de los soldados del cautiverio).  
En los nichos laterales del interior de la iglesia se construyeron seis altares barrocos y un púlpito de estilo rococó. Una copia de la estatua del Ecce Homo se coloca en el altar central, ahora en la iglesia de San Pedro y Pablo). Por la misma época, Franciszek Smuglewicz pintó tres cuadros para la iglesia. 

## Galería

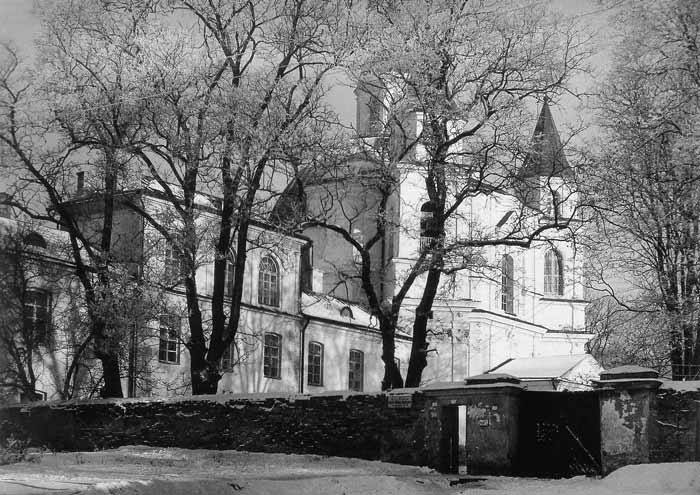
Iglesia en 1932
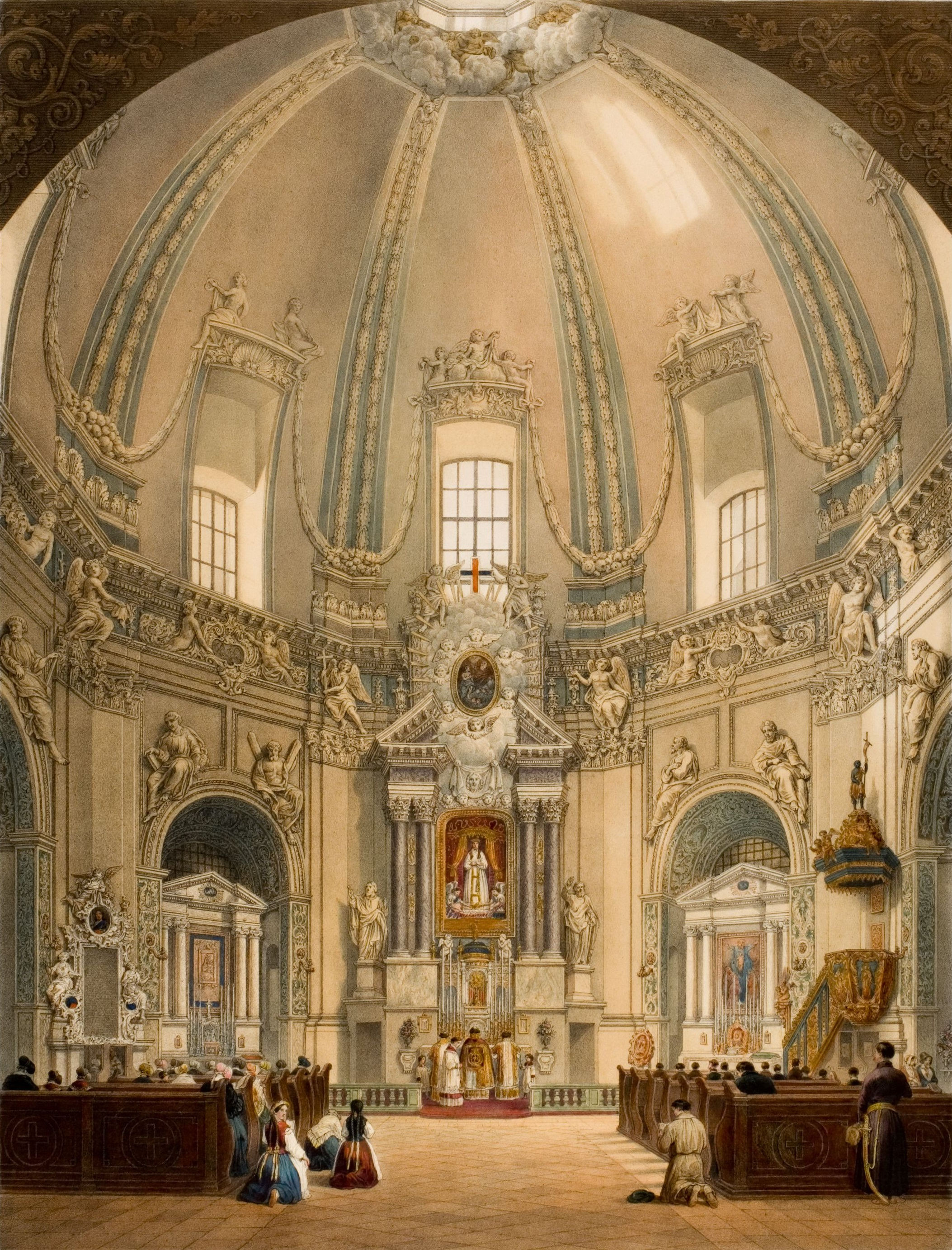
Interior de la iglesia en 1847
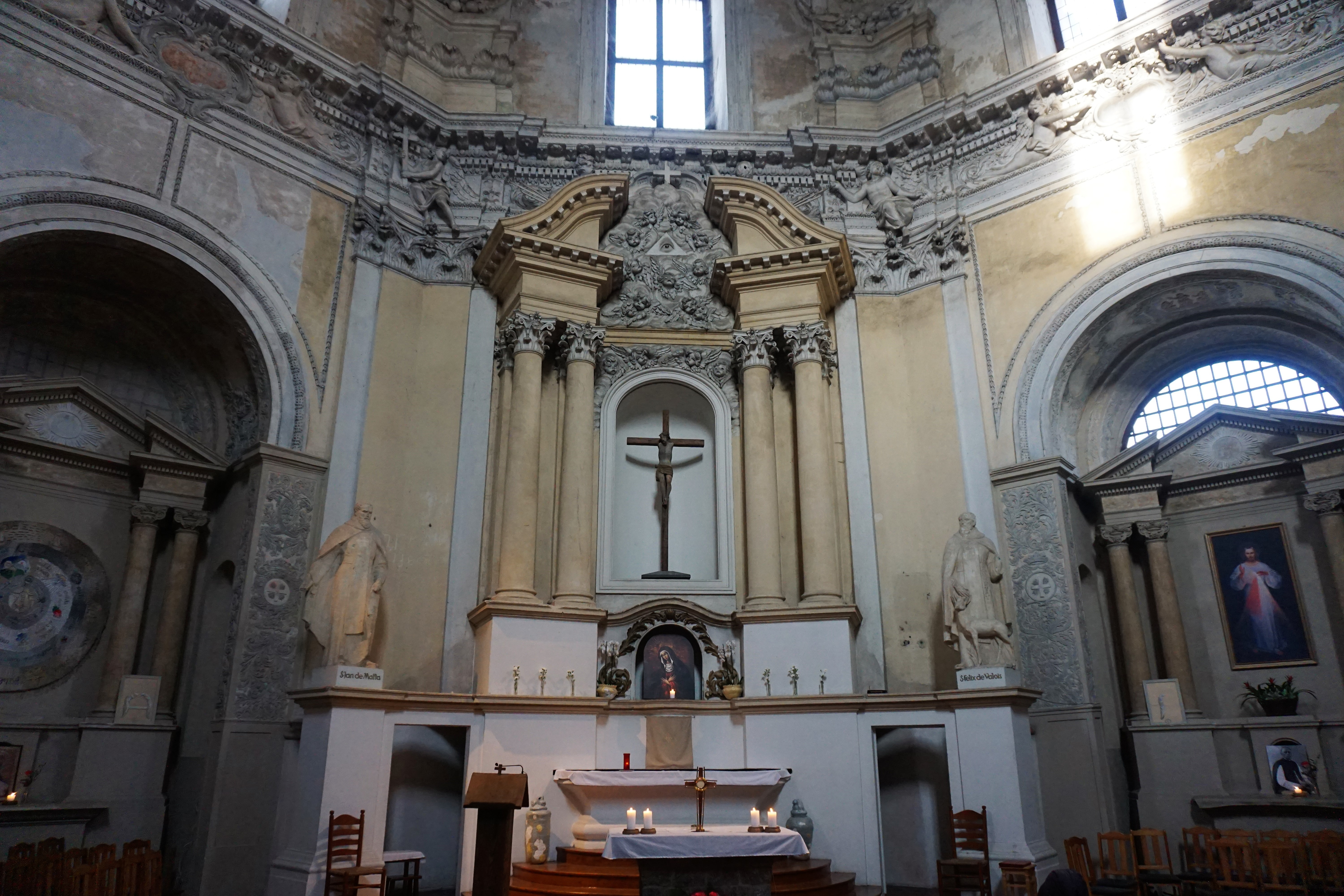
Altar principal